# テオフィル・デロール
テオフィル・デロール（Théophile-Louis Deyrolle、1844年12月16日 - 1923年12月14日）はフランスの画家、陶芸家である。

## 略歴
パリで生まれた。エミール・デロールなど多くの昆虫学者を輩出し、パリで生物標本を販売する店を経営した一族の出身であった。はじめ建築家を志し、エコール・デ・ボザールで建築を学んだ。建築家のエミール・ヴォードルメールのスタジオで働き始めたが、同い年で、ブルターニュの出身の画家アルフレッド・ギューと知り合った。2人は親友になり、デロールは絵を学ぶために建築の修行を止めた。絵画はアレクサンドル・カバネルやウィリアム・アドルフ・ブグローから学んだ。
1863年に博物学者の家系であることが見込まれて、地理学会が後援するアルメニアやジョージアの博物学的探検に博物画家として参加した 。これらの国の遺跡を訪れ、トルコ東部から南コーカサスに住むラズ人に興味を持ち、彼らから信用を得て、彼らの習俗を研究した。この探検の成果として、多くの図版を描き、詳細な説明を残し、フランス帰国後の1869年から数年にわたって雑誌「Le Tour du Monde - Nouveau Journal Des Voyages」に記事を掲載した。
1871年にアルフレッド・ギューとともに、パリからギューの故郷のブルターニュの港町、コンカルノーの移ることに決めた。コンカルノーに移った翌年、ギューの妹と結婚した。ブルターニュの人々を描いた。コンカルノーにはその後、多くの芸術家が集まった場所となった。
カンペールの陶器工場の食器のデザインも行い、日本趣味の食器をデザインした。

## 作品

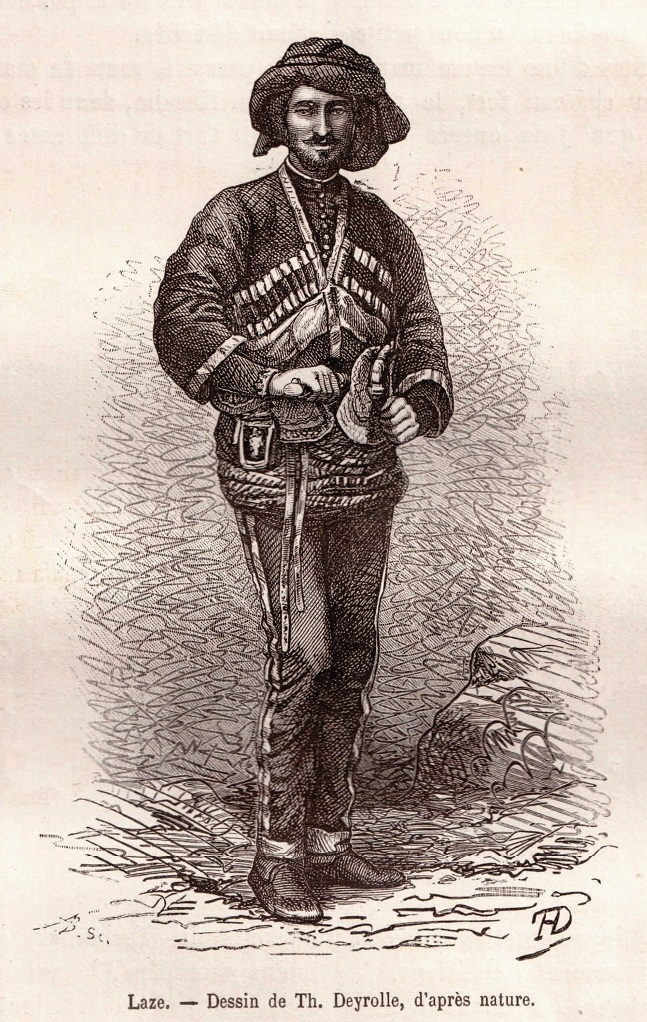
民族衣装を着たラズ人
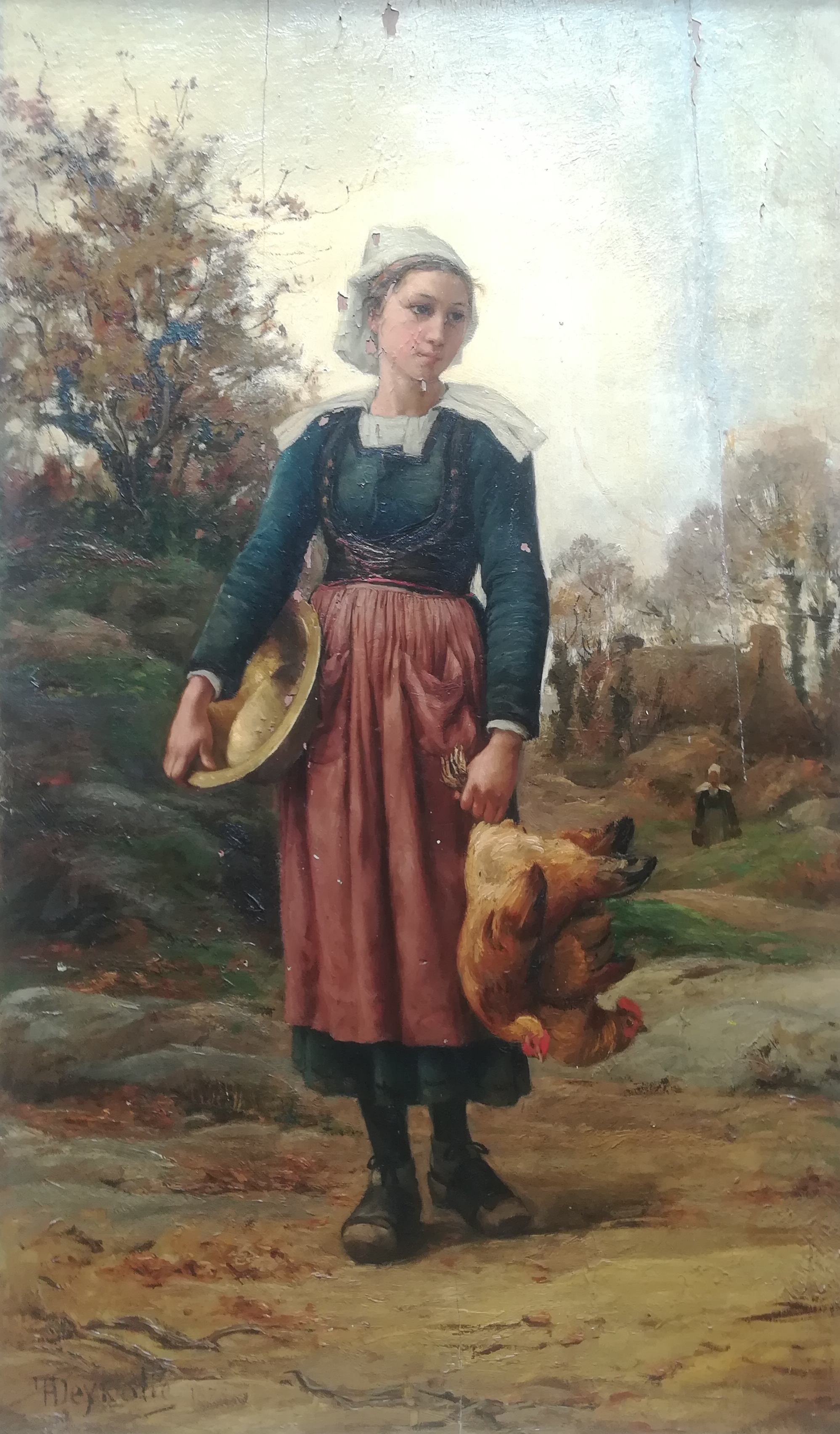
ブルターニュの娘
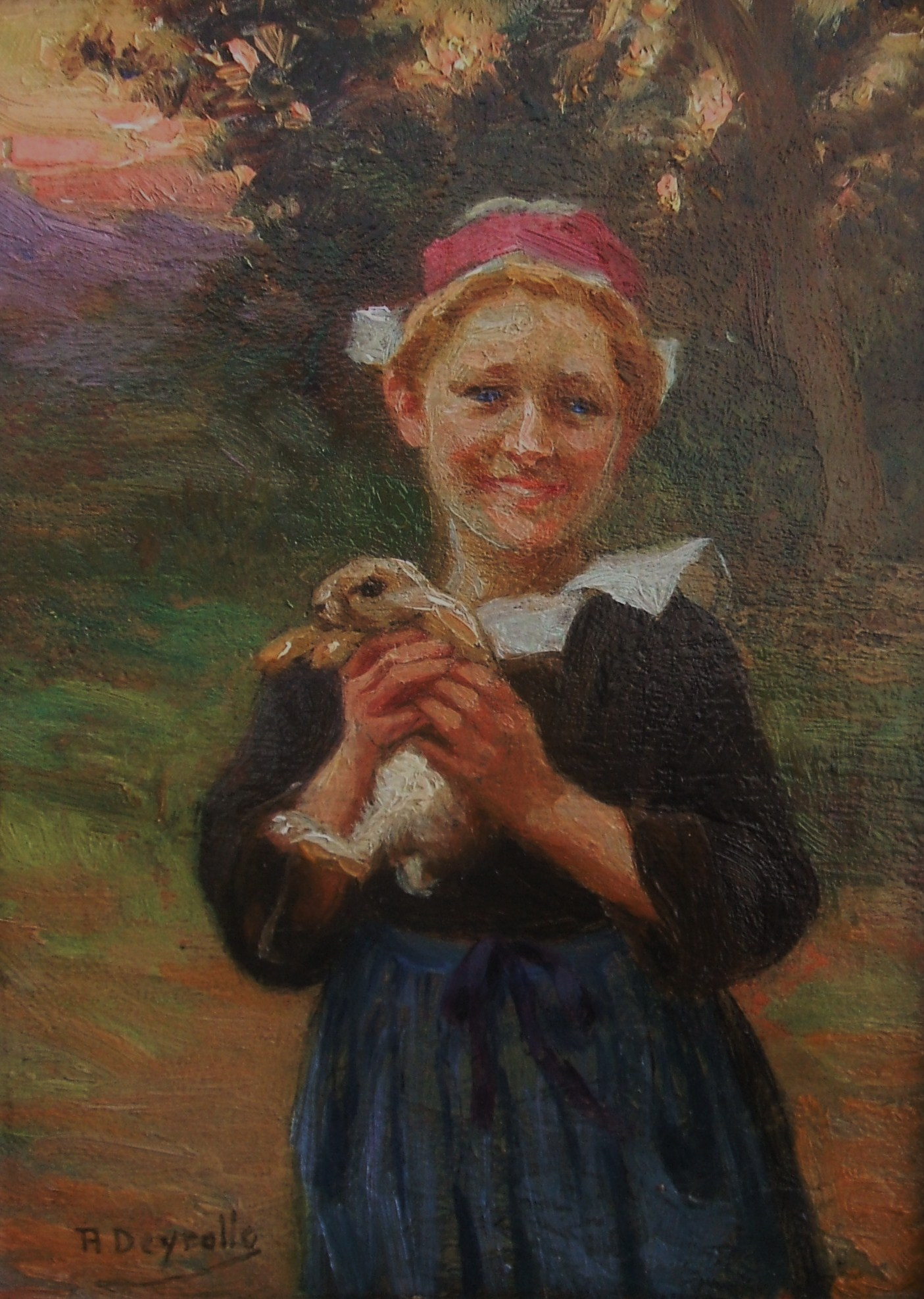
ブルターニュの娘
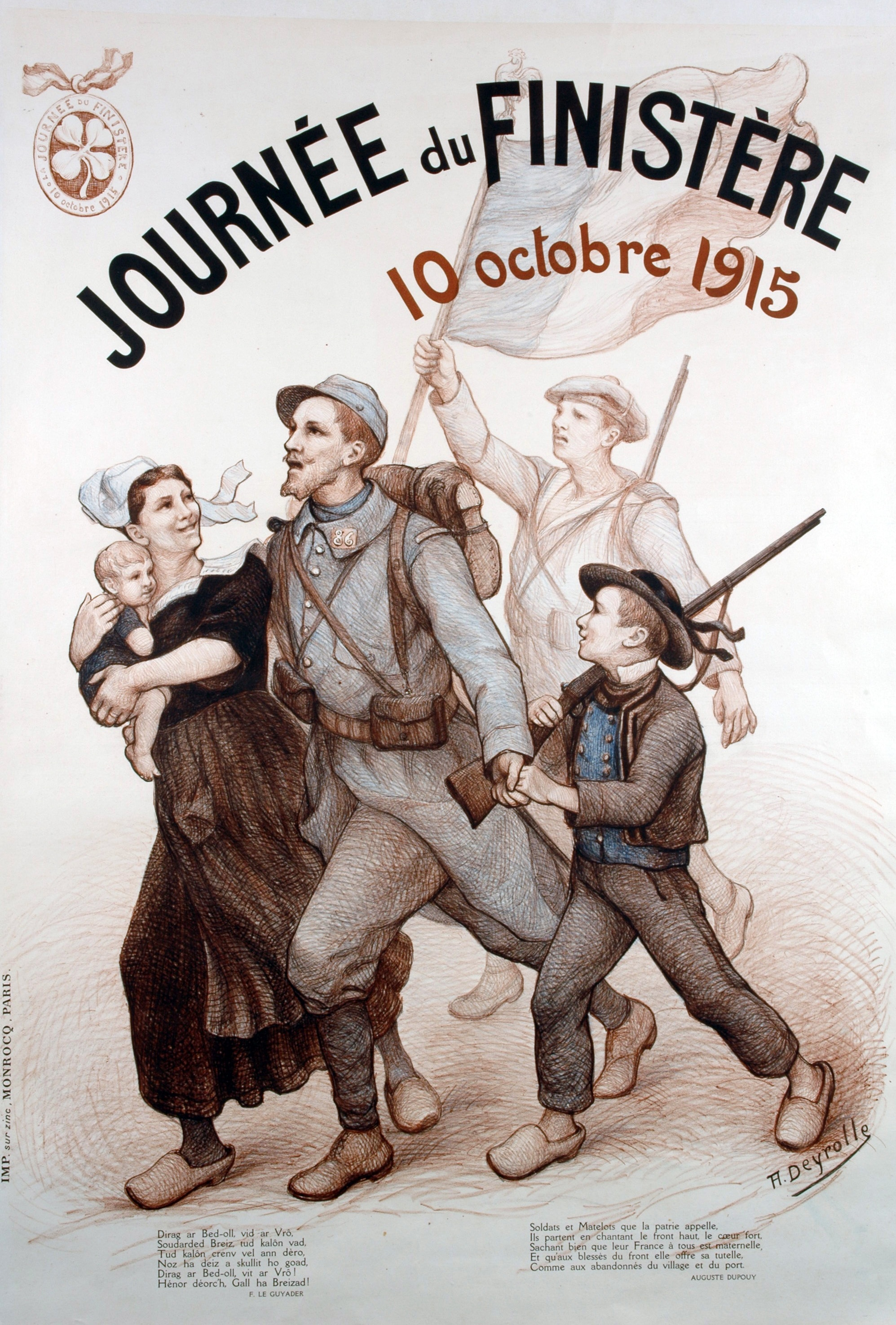
1915年のポスター